# ジャン＝ピエール・レオ
ジャン＝ピエール・レオ（Jean-Pierre Léaud, 1944年5月28日 - ) は、フランスの俳優。「ジャン＝ピエール・レオー」とも表記される。

## 来歴
1944年5月28日、パリに生まれる。父は脚本家ピエール・レオ（Pierre Léaud）、母親は女優ジャクリーヌ・ピエルー（Jacqueline Pierreux）という恵まれた家庭に生まれ育ち、幼い頃から俳優になることを夢見る。13歳の時にフランソワ・トリュフォー監督の『大人は判ってくれない』の主役のオーディションに自らの強い意志で応募。トリュフォーから「誰よりも本気だった」との評価を得て主役の座を射止める。
『大人は判ってくれない』の成功とトリュフォーからの寵愛を得たことから、ヌーヴェルヴァーグの監督達の様々な作品に出演。ヌーヴェルヴァーグを代表する俳優となった。トリュフォーの死の前から、ゴダールとトリュフォーの板挟みに苦しみ精神的に不安定な時期を経て復帰した。以後、現在に至るまで活躍し、2016年には第69回カンヌ国際映画祭において名誉パルム・ドールを受賞している。

## フィルモグラフィー

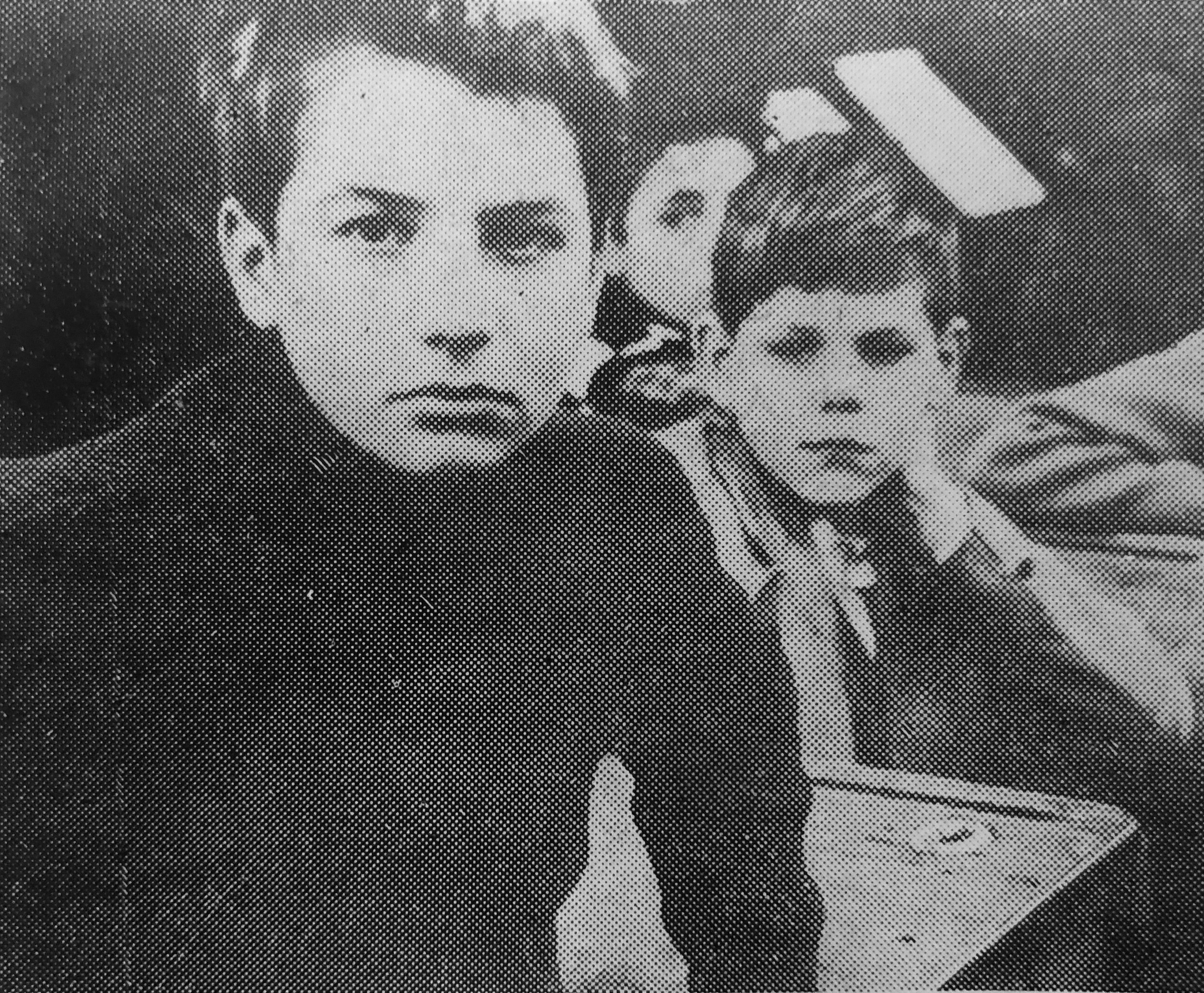
『大人は判ってくれない』（1959年）

- 大人は判ってくれない Les Quatre cents coups （1959年）
- オルフェの遺言-私に何故と問い給うな- Le testament d'Orphée, ou ne me demandez pas pourquoi!  （1960年）
- 並木道 Boulevard （1960年）
- 二十歳の恋 L' Amour à vingt ans （1962年）
- 気狂いピエロ Pierrot le Fou （1965年）
- アルファヴィル Alphaville, une étrange aventure de Lemmy Caution （1965年）
- 男性・女性 Masculin féminin: 15 faits précis （1966年）
- メイド・イン・USA Made in U.S.A. （1967年）
- 愛すべき女・女たち Le Plus vieux métier du monde （1967年）
- 出発 Le Départ （1967年）
- 中国女 La Chinoise （1967年）
- ウイークエンド Week End （1967年）
- 夜霧の恋人たち Baisers volés （1968年）
- サンタクロースの眼は青い Le père Noël a les yeux bleus （1969年）
- たのしい知識 Le gai savoir （1969年）
- 豚小屋 Porcile （1969年）
- 家庭 Domicile conjugal （1970年）
- 恋のエチュード Les Deux anglaises et le continent （1971年）
- アウト・ワン Out 1 : Noli me tangere （1971年）
- ラストタンゴ・イン・パリ Ultimo tango a Parigi （1972年）
- アメリカの夜 La nuit américaine （1973年）
- ママと娼婦 La Maman et la putain （1973年）
- 逃げ去る恋 L'amour en fuite （1979年）
- ゴダールの探偵 Détective （1985年）
- 映画というささやかな商売の栄華と衰退 Série noire: Grandeur et décadence d'un petit commerce de cinéma （1986年）
- 肉体と財産 Corps et biens （1986年）
- ボラン/復讐の銃口 Boran - Zeit zum Zielen （1987年）
- アニエスv.によるジェーンb. Jane B. par Agnès V. （1988年）
- ヴァージン・スピリト 36 fillette （1988年）
- 誰かが知っている La couleur du vent （1988年）
- バンカー・パレス・ホテル Bunker Palace Hôtel （1989年）
- コントラクト・キラー I Hired a Contract Killer （1990年）
- パリ・セヴェイユ Paris s'éveille （1991年）
- ラヴィ・ド・ボエーム La Vie de bohème （1992年）
- 愛の誕生 La Naissance de l'amour （1993年）
- だれも私を愛さない! Personne ne m'aime （1994年）
- 百一夜 Les Cent et une nuits de Simon Cinéma （1995年）
- 私の男 Mon homme （1996年）
- イルマ・ヴェップ Irma Vep （1996年）
- 男と女と男 Pour rire! （1996年）
- 趣味の問題 Une affaire de goût （2000年）
- ふたつの時、ふたりの時間 Ni neibian jidian （2001年）
- ポルノグラフ Le pornographe （2001年）
- ドリーマーズ The Dreamers （2003年）
- ヴィザージュ Face （2009年）
- ル・アーヴルの靴みがき Le Havre （2011年）
- カミーユ、恋はふたたび Camille redouble （2012年）
- ルイ14世の死 La mort de Louis XIV （2016年）
- ライオンは今夜死ぬ Le lion est mort ce soir （2017年）